# Gatha
Gāthā (chiń. jie (偈); kor. ge (게); jap. ge; wiet. kệ * chiń. jiatuo (伽陀); kor. kat'a (gata) (가타); jap. kata; wiet. già-đà) – w sanskrycie dosłownie wiersz, hymn.
Typ najczęściej czterowersowego wiersza lub dłuższego hymnu. Hymny były częścią składową sutr. Gatha jako krótszy wiersz była używana przez patriarchów linii medytacyjnej buddyzmu (chin. chan; jap. zen) do ukazywania swojego zrozumienia buddyzmu. Gatha służyła więc wyrażeniu swego oświecenia. Wypowiadano ją także w czasie przekazu Dharmy przez mistrza uczniowi. Dlatego też jest gatha ściśle związana z zenem i każdy uczeń w chwili oświecenia tworzył wiersz.
Czasem w Chinach nazywana była doujijia – czyli "wierszem wzajemnego zrozumienia", gdy umysł ucznia i nauczyciela łączyły się ze sobą.